# アンナ・アルミノワ
アンナ・アルミノワ（Анна Александровна Альминова、Anna Aleksandrovna Alminova、1985年1月17日 - ）はロシアの陸上競技選手、専門は1500mを主とする中距離走。北京オリンピック女子1500mロシア代表。2009年ロシア室内選手権1500m優勝者。
夫はシドニーオリンピック男子棒高跳5位ビクトル・チスチャコフであり、ナタリア・ペチョンキナは義母にあたる。キーロフ出身。身長165cm、体重50kg。
2003年世界ユース陸上競技選手権大会800m5位。1500mでは、2004年世界ジュニア陸上競技選手権大会2位、2005年ヨーロッパ室内陸上競技選手権大会8位。2008年には北京オリンピックに出場し11位の成績を残した。
2009年3月トリノで開催されたヨーロッパ室内陸上競技選手権大会1500mに出場、4分07秒76の記録で優勝し金メダルを獲得した。同年9月の世界陸上競技選手権ベルリン大会1500mにもロシア代表として出場したが準決勝9着に終わった。
2010年3月ドーハで開催された世界室内陸上競技選手権大会1500mに出場し、4分09秒81の記録で7位入賞の成績を残した。しかし市販の風邪薬を服用していた結果、ドーピング検査でプソイドエフェドリンの陽性反応を示し、IAAFによりこの時の成績が取り消され、2010年4月9日から3ヶ月の資格停止処分を受けた。

## 主な戦績
| 年度 | 大会名                             | 開催地                      | 種目  | 順位   | 記録      |
| ---- | ---------------------------------- | --------------------------- | ----- | ------ | --------- |
| 2001 | 世界ユース陸上競技選手権大会       | デブレツェン（ ハンガリー） | 800m  | 5位    | 2分08秒20 |
| 2004 | 世界ジュニア陸上競技選手権大会     | グロッセート（ イタリア）   | 1500m | 2位    | 4分16秒32 |
| 2005 | ヨーロッパ室内陸上競技選手権大会   | マドリード（ スペイン）     | 1500m | 8位    | 4分13秒89 |
| 2008 | オリンピック                       | 北京（ 中華人民共和国）     | 1500m | 11位   | 4分06秒99 |
| 2009 | ヨーロッパ室内陸上競技選手権大会   | トリノ（ イタリア）         | 1500m | 優勝   | 4分07秒76 |
| 2009 | ヨーロッパ室内陸上競技選手権大会   | トリノ（ イタリア）         | 3000m | 6位    | 8分51秒36 |
| 2009 | ヨーロッパチーム選手権             | レイリア（ ポルトガル）     | 1500m | 優勝   | 4分07秒59 |
| 2009 | 世界陸上競技選手権大会             | ベルリン（ ドイツ）         | 1500m | 準決勝 | 4分12秒55 |
| 2009 | IAAFワールドアスレチックファイナル | テッサロニキ（ ギリシャ）   | 1500m | 7位    | 4分15秒76 |
| 2010 | 世界室内陸上競技選手権大会         | ドーハ（ カタール）         | 1500m | 失格   |           |
| 2010 | ヨーロッパ陸上競技選手権大会       | バルセロナ（ スペイン）     | 1500m | 6位    | 4分02秒24 |

## 記録
- 屋外
- 800m - 1分57秒86（2009年）
- 1000m - 2分38秒38（2006年）
- 1500m - 3分58秒38（2009年）
- 1マイル - 4分20秒86（2007年）
- 2000m - 5分40秒99（2009年）
- 3000m - 8分40秒63（2009年）

- 室内
- 800m - 2分02秒04（2010年）
- 1000m - 2分34秒30（2009年）
- 1500m - 4分02秒23（2009年）
- 2000m - 5分48秒25（2010年）
- 3000m - 8分28秒49（2009年）